# Doliwa
Doliwa (ook: Doliwczyk, Doliwita, Tres Rosae) was een Poolse heraldische clan (ród herbowy) van middeleeuws Polen en later het Pools-Litouwse Gemenebest. Volgens de legende vindt de clan zijn oorsprong bij het kasteel van Liw. Het verhaal gaat dat dit wapenschild door Leszek II van Polen aan een ridder voor zijn verdiensten tegen de Jatvingen is verleend. Doliwa zou een combinatie zijn van twee woorden: Do Liwa (bij Liw), een strijdkreet als het ware. De eerste vermelding van de clan is een zegel uit 1311. Een schriftelijke vermelding dateert uit 1383.
De historicus Tadeusz Gajl heeft 376 Poolse Doliwa-clanfamilies geïdentificeerd.

## Telgen
De clan bracht de volgende bekende telgen voort:
- Jan Lutkowic van Brzezia, bisschop
- Piotr van Falków, bisschop
- Michail Doliwo-Dobrowolski, uitvinder

## Varianten op het wapen van Doliwa

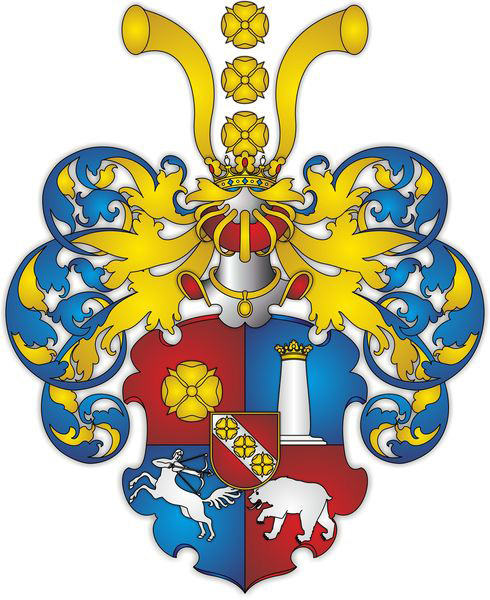
Wapen van Donec-Zakharzhevskiy

## Galerij

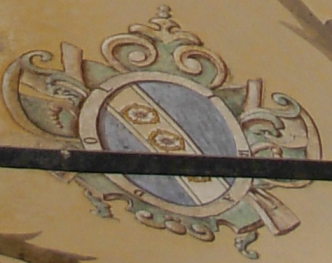
Het Doliwa-wapen in het Kasteel van Baranów Sandomierski
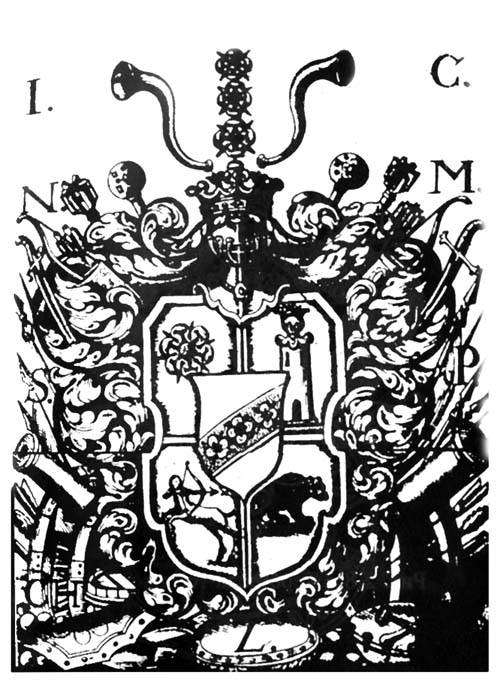
Wapen van Donec-Zakharzhevskiy